# Polyrhachis ulysses
Polyrhachis ulysses é uma espécie de formiga do gênero Polyrhachis, pertencente à subfamília Formicinae.